# Devolución del poder en el Reino Unido
La devolución del poder en el Reino Unido se refiere a la descentralización de los poderes legislativo y ejecutivo en el Reino Unido. Las leyes de devolución votados por el Parlamento de Westminster delegan importantes poderes a los parlamentos o asambleas nacionales de los cuatro países que componen el Reino Unido y resulten con la creación de tres gobiernos autónomos. El concepto de devolución difiere del concepto de federalismo, ya que las competencias delegadas en última instancia siguen perteneciendo al gobierno central, así que legalmente (de iure) el estado sigue siendo uno único. La legislación que permite los parlamentos o las asambleas subordinadas puede ser abolida o modificada a través del Parlamento.

## Gobierno de Escocia
Impulsada por un referéndum en 1997 La ley Escocia (Scotland Act) de 1998 acuerda tanto poderes legislativos como en el ámbito de los impuestos. El parlamento escocés dispone del poder legislativo en los siguientes ámbito;
- Sanidad y servicios sociales
- Educación y formación
- Administración local y urbanístico
- Justicia y Policía
- Agricultura, silvicultura y pesca
- Medio ambiente
- Turismo, deporte y cultura
- Desarrollo económico y transporte

## Gobierno de Gales
El voto favorable del pueblo galés en el referéndum de 1997 (50,3% a favor) abre la vía a la creación de la asamblea nacional de Gales mediante la Ley sobre el gobierno de Gales en 1998. Los poderes iniciales se limiten a poderes de definir el presupuesto y la administración del gasto público en su jurisdicción. En 2006 la ley fue enmendada para crear un gobierno autónomo, y después de un nuevo referéndum en 2010 el parlamento Galés se atribuye competencias legislativos en los siguientes ámbitos;
- Sanidad y servicios sociales
- Educación y formación
- Administración local y urbanístico
- Justicia y Policía
- Agricultura, silvicultura, pesca y alimentación
- Medio ambiente, incendios, inundaciones
- Turismo, deporte , cultura y lengua
- Desarrollo económico y transporte

## Gobierno de Irlanda del Norte
El proceso de devolución en Irlanda del Norte comenzó con la Ley de Home Rule del siglo XVIII. La independencia de Irlanda resulta en un parlamento autónomo en Irlanda del Norte que disfruta de los plenos poderes legislativos desde 1921 hasta 1972. El Acuerdo de Sunningdale en 1973 establece la asamblea de Irlanda del Norte, un ejecutivo (gobierno) de Irlanda del Norte y un Consejo de Irlanda con miembros tanto de la Provincia como de la República Irlandesa. En mayo de 1974 estas reformas constitucionales fueron suspendidas. De nuevo se establece la asamblea entre 1983 y 1986. El actual asamblea y ejecutivo se creó después del Acuerdo de Viernes Santo en 1998. Entre 2002 y 2006 otra vez fue suspendido. Un acuerdo entre el Reino Unido e Irlanda permitió la reanudación de la devolución en Irlanda del Norte 
- Sanidad y servicios sociales
- Educación, Empleo y formación
- Administración local y urbanístico
- Justicia
- Finanzas y funcionarios
- Medio ambiente y desarrollo
- Cultura, Arte y ocio
- Empresa, Comercio y Inversiones

## Competencias y financiación
Las competencias y grado de autonomía de los territorios que componen el Reino Unido y que han logrado el estatus de administración autónoma varían. En términos generales hay dos tipos de "devolución" de poderes; Poder Exclusivo y poder compartido.
|                                                        | Escocia                       | Gales                         | Irlanda del Norte             |
| Seguridad y Justicia                                   |                               |                               |                               |
| Justicia                                               | Exclusiva                     |                               | Exclusiva                     |
| Ley civil                                              | Exclusiva                     |                               | Exclusiva                     |
| Ley criminal                                           | Compartida                    |                               | Exclusiva                     |
| Matriculación de vehículos                             |                               | Exclusiva                     | Exclusiva                     |
| Organización y finanzas de administraciones locales    | Exclusiva                     | Exclusiva                     | Exclusiva                     |
| Elecciones                                             | Exclusiva                     | Bajo consideración            | Exclusiva                     |
| Registro civil                                         | Exclusiva                     |                               | Exclusiva                     |
| Policía                                                | Exclusiva                     | Bajo consideración            | Exclusiva                     |
| Prisiones                                              | Exclusiva                     | Bajo consideración            | Exclusiva                     |
| Bomberos                                               | Exclusiva                     | Exclusiva                     | Exclusiva                     |
| Política social y de Sanidad                           |                               |                               |                               |
| Pensiones de funcionarios regionales                   | Compartida                    | Compartida                    |                               |
| Pensiones & política de familia                        |                               |                               | Compartida                    |
| Servicio público de sanidad                            | Exclusiva                     | Exclusiva                     | Exclusiva                     |
| Servicios sociales (Vivienda & Estudiantes)            | Exclusiva                     | Exclusiva                     | Exclusiva                     |
| Bienestar social                                       | Exclusiva                     | Exclusiva                     | Exclusiva                     |
| Calidad y seguridad alimentaria                        | Exclusiva                     | Exclusiva                     | Exclusiva                     |
| Economía, Medio ambiente y transporte                  |                               |                               |                               |
| Hacienda y fiscalidad                                  | Compartida                    |                               | Compartida                    |
| Urbanismo                                              | Exclusiva                     | Exclusiva                     | Exclusiva                     |
| Medio Ambiente                                         | Exclusiva                     | Exclusiva                     | Exclusiva                     |
| Vivienda                                               | Exclusiva                     | Exclusiva                     | Exclusiva                     |
| Transporte                                             | Compartida                    | Compartida                    | Compartida                    |
| Fomento económico regional                             | Exclusiva                     | Exclusiva                     | Exclusiva                     |
| Agricultura, Silvicultura & Pesca                      | Exclusiva                     | Exclusiva                     | Exclusiva                     |
| Cultura y educación                                    |                               |                               |                               |
| Cultura/lengua                                         | Exclusiva                     | Exclusiva                     | Exclusiva                     |
| Educación primaria y secundaria                        | Exclusiva                     | Exclusiva                     | Exclusiva                     |
| Universidad y formación profesional                    | Exclusiva                     | Exclusiva                     | Exclusiva                     |
| Deporte & recreación                                   | Exclusiva                     | Exclusiva                     | Exclusiva                     |
| Recursos y gasto                                       |                               |                               |                               |
| Impuestos propios                                      | Si                            | No                            | No                            |
| Transferencias estatales                               | Formula Barnett               | Formula Barnett               | Formula Barnett               |
| Otros recursos                                         | Copagos (Sanidad & educación) | Copagos (Sanidad y educación) | Copagos (Sanidad y educación) |
| Recursos                                               | 0% recursos propios           | 0% recursos propios           | 0% recursos propios           |
| Gasto de administración autónomo en % de gasto público | 63%                           | 60%                           | 50%                           |
|                                                        |                               |                               |                               |